# Inari Ōkami
Inari Ōkami (稲荷大神 (Đạo Hà Đại Thần) cũng được viết là Ōinari (大稲荷)) là kami của loài cáo, của sự phì nhiêu, gạo, trà và sake, của nông nghiệp và công nghiệp, của sự thịnh vượng chung và sự thành công của thế gian, và là một trong những kami chính của Thần đạo. Trong thời kì đầu của Nhật Bản, Inari cũng là người bảo trợ của thợ rèn kiếm và thương gia. Đại diện như nam, nữ, hoặc bán nam bán nữ, Inari đôi khi được xem như là một tập thể của ba hoặc năm cá nhân kami. Inari dường như đã được tôn thờ từ khi thành lập một đền thờ tại Núi Inari vào năm 711, mặc dù một số học giả tin rằng sự thờ phụng bắt đầu vào cuối thế kỷ thứ 5.

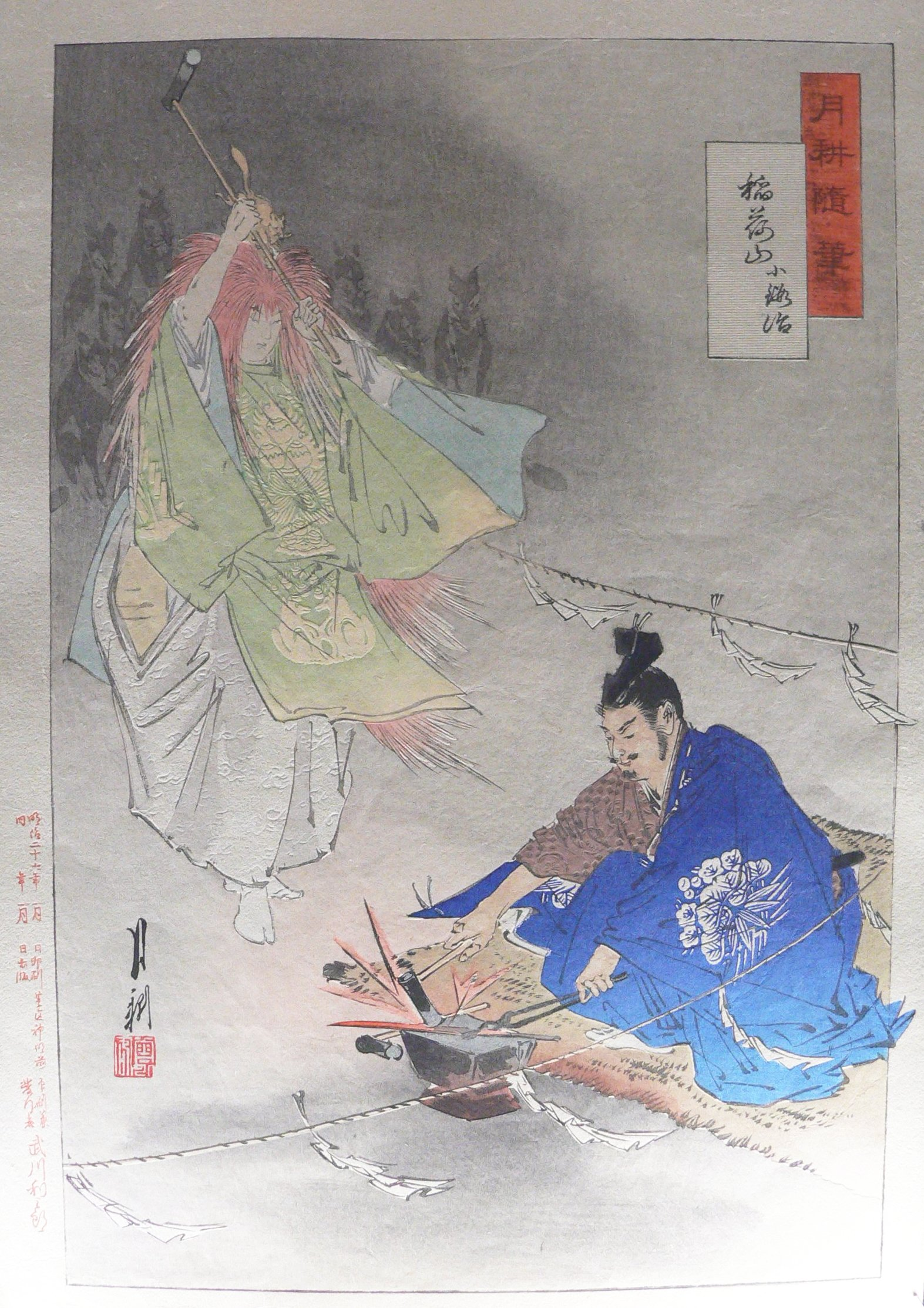
Inari và những tinh linh cáo của họ giúp thợ rèn Munechika rèn nên thanh gươm kogitsune-maru (Tiểu Hồ) vào cuối thế kỉ 10. Huyền thoại này là chủ đề của vở kịch noh Sanjo Kokaji.

Sự sùng bái Inari lan rộng khắp Nhật Bản trong thời kỳ Edo, và vào thế kỷ thứ 16 Inari đã trở thành người bảo trợ của thợ rèn và vệ thần của các chiến binh. Inari là một nhân vật nổi tiếng trong cả hai tín ngưỡng Thần đạo và Phật giáo ở Nhật Bản. Hơn một phần ba (32,000) số Thần xã tại Nhật Bản là để thờ Inari. Các công ty hiện đại, như công ty mỹ phẩm Shiseido, tiếp tục nhận Inari như một kami bảo trợ, với các đền thờ trên đỉnh những trụ sở công ty của họ.
Những con cáo của Inari, hoặc kitsune, có bộ lông trắng tinh khiết, đóng vai trò như sứ giả của họ.

## Miêu tả

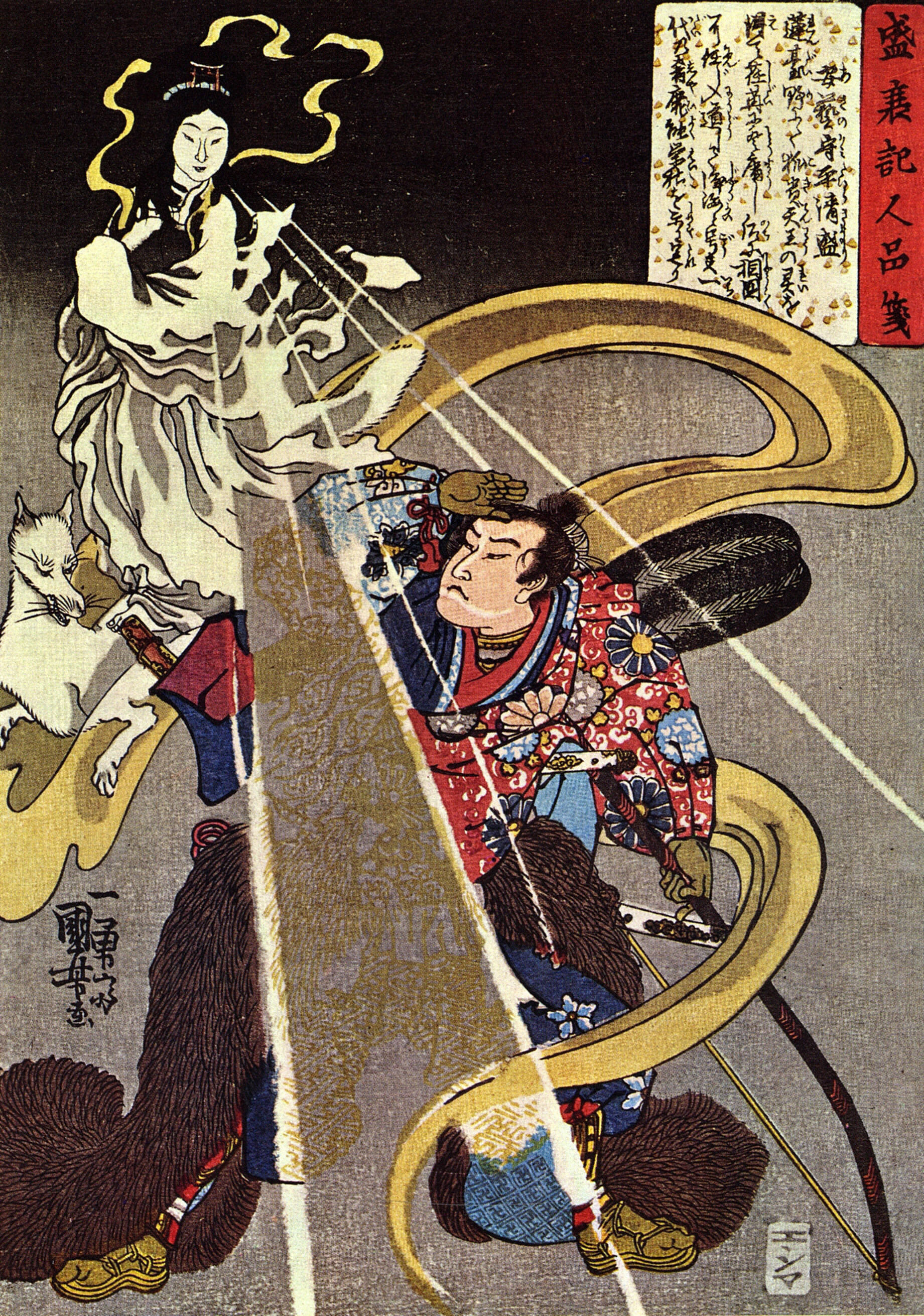
Inari xuất hiện trước mặt một chiến binh. Chân dung này của Inari cho thấy ảnh hưởng của các hình tượng Dakiniten từ Phật giáo.

Inari được mô tả như cả nam và nữ. Những hiện thân phổ biến nhất của Inari, theo học giả Karen Ann Smyers, là một nữ thần thực phẩm trẻ tuổi, một ông già vác bao gạo, và một Bồ Tát bán nam bán nữ. Không có hình tượng nào chính xác; giới tính ưa thích của các bản mô tả dựa theo những truyền thống của khu vực và tín ngưỡng cá nhân. Vì sự liên kết chặt chẽ với kitsune, Inari thường được cho là một con cáo; mặc dù niềm tin này được lan rộng, cả các tu sĩ Thần đạo và tăng nhân Phật giáo đều khuyến khích điều này. Inari cũng xuất hiện như một con rắn hay con rồng, và một câu chuyện dân gian có cảnh Inari xuất hiện trước mặt một người đàn ông xấu xa dưới hình dạng một con nhện khổng lồ như một cách để dạy cho ông ta một bài học.
Inari đôi khi được nhận dạng với các nhân vật thần thoại khác. Một số học giả cho rằng Inari là nhân vật nổi tiếng trong thần thoại Nhật Bản cổ điển như Ukanomitama hoặc Ōgetsu-Hime của Kojiki; nhiều người khác cho rằng Inari là cùng một nhân vật với Toyouke. Một vài người khác nhận dạng Inari với bất kì kami về lúa gạo nào khác.
Khía cạnh nữ của Inari thường được nhận dạng hoặc lồng trong Dakiniten, một vị thần trong Phật giáo, người được chuyển đổi sang văn hóa Nhật Bản từ các nhân vật dakini của Ấn Độ, hoặc với Benzaiten của Thất Phúc Thần. Dakiniten được mô tả là một vị Bồ tát nữ hoặc bán nam bán nữ cưỡi một con cáo trắng đang bay. Sự giao thoa của Inari với Phật giáo có thể được bắt đầu từ thế kỷ thứ 8, khi người sáng lập và tăng nhân phái Chân Ngôn Tông, Kūkai, nhận lời làm trụ trì của Tōji, và chọn Inari như vệ thần của ngôi chùa. Như vậy, Inari vẫn gắn liền với Phật giáo Chân Ngôn Tông cho đến ngày nay.
Inari thường được tôn kính như là một tập thể của ba vị thần (Inari sanza); kể từ thời kỳ Kamakura, con số này đã tăng lên đôi khi đến năm kami (Inari goza). Tuy nhiên, việc nhận diện các kami này có biến đổi theo thời gian. Theo các ghi chép của Fushimi Inari, đền thờ Inari lâu đời nhất và có lẽ nổi bật nhất, các kami bao gồm Izanagi, Izanami, Ninigi, và Wakumusubi, ngoài các vị thần thực phẩm đã đề cập trước đó. Ngày nay, năm kami được nhận diện cùng Inari ở Fushimi Inari là Ukanomitama, Sarutahiko, Omiyanome, Tanaka, và Shi. Tuy nhiên, ở Takekoma Inari, đền thờ Inari lâu đời thứ hai ở Nhật Bản, ba vị thần được thờ là Ukanomitama, Ukemochi và Wakumusubi. Theo Nijūni shaki, ba kami này là Ōmiyame no mikoto (nước), Ukanomitama no mikoto (lúa gạo), và Sarutahiko no mikami (đất).
Hình tượng con cáo và viên ngọc như ý là những biểu tượng nổi bật của Inari. Các yếu tố phổ biến khác trong mô tả về Inari, và đôi khi là về kitsune của họ, bao gồm một lưỡi liềm, một bó lúa hoặc bao gạo và một thanh kiếm. Một vật gắn liền khác là cái roi của họ—mặc dù họ hầu như không sử dụng nó, đó là một vũ khí mạnh mẽ được sử dụng để đốt cháy mùa màng lúa gạo của mọi người.

## Lịch sử

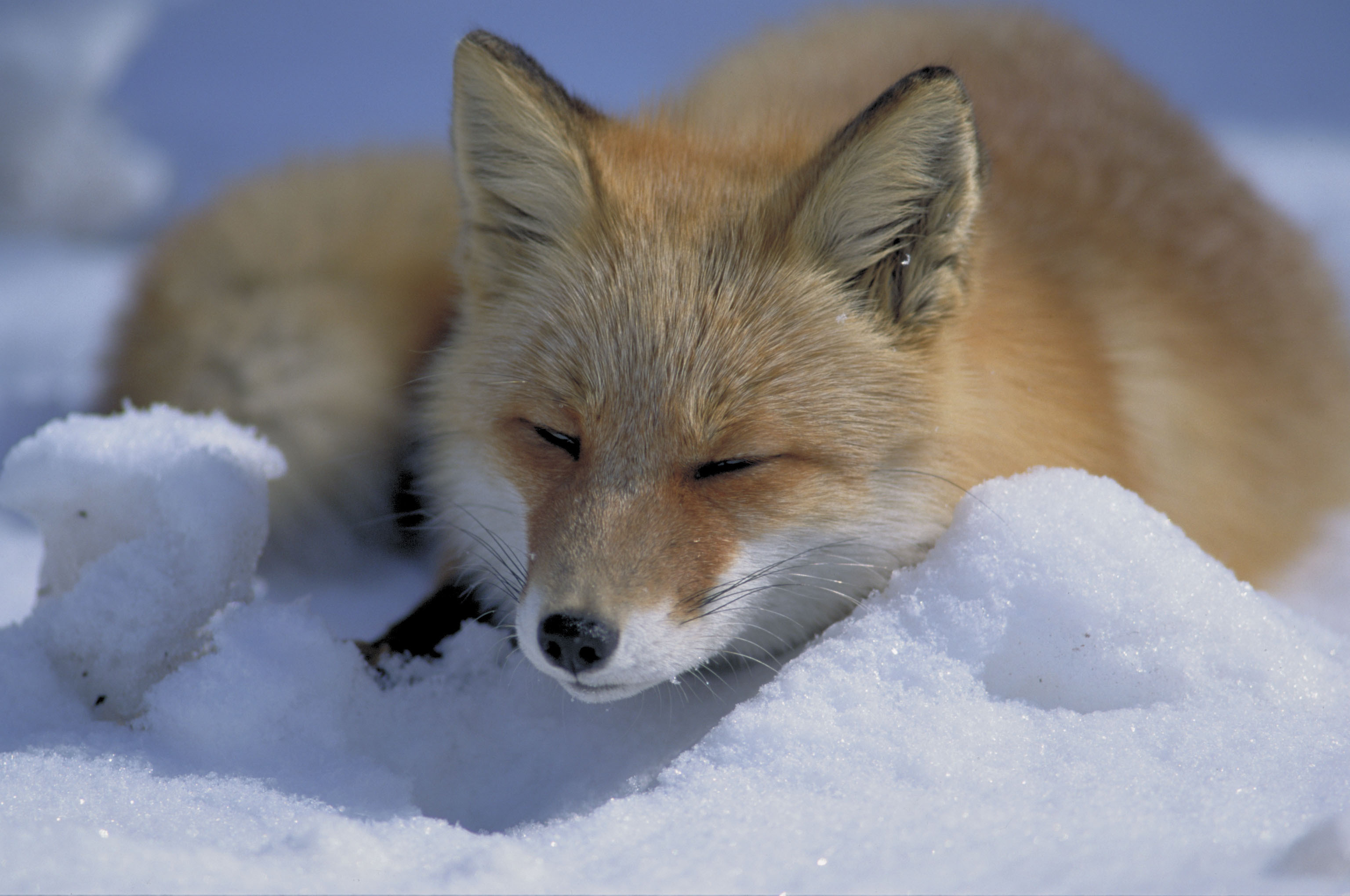
Cáo đỏ Hokkaido

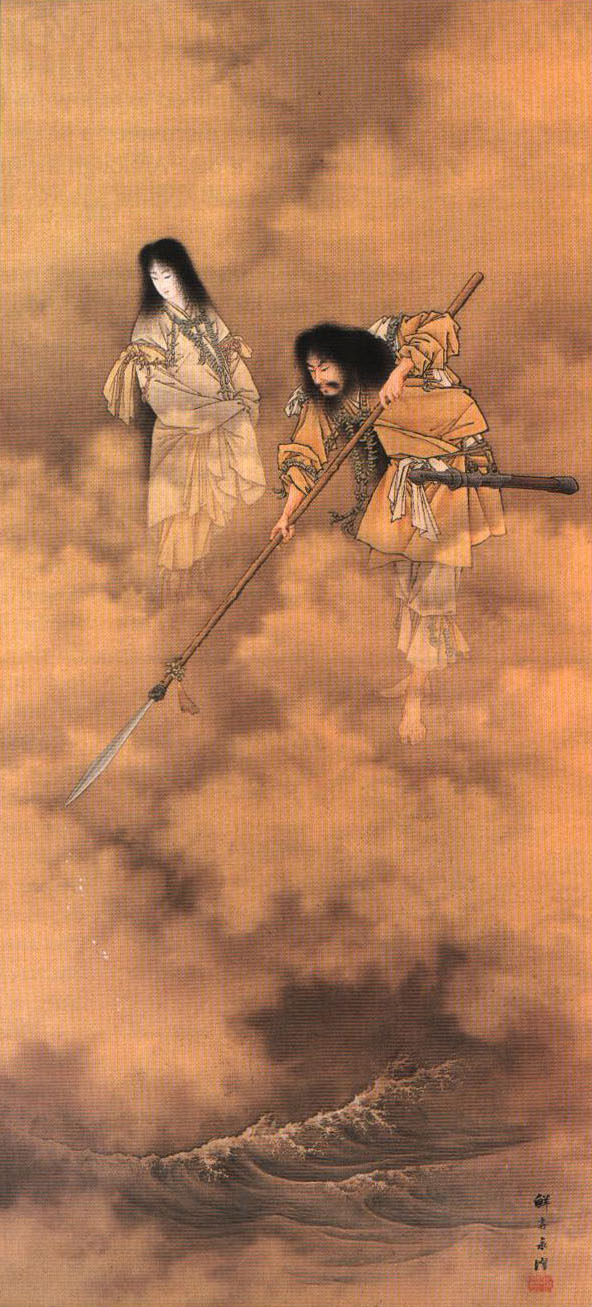
Tìm thấy biển cả với thanh Tenkei (天瓊を以て滄海を探るの図, Tenkei o motte sōkai o saguru no zu). Tranh của Kobayashi Eitaku, 1880–90 (MFA, Boston). Izanagi ở bên phải, Izanami ở bên trái.

Nguồn gốc của việc thờ phụng Inari không hoàn toàn rõ ràng. Việc sử dụng đầu tiên chữ kanji ngày nay được ghi chép lại của tên gọi Inari, có nghĩa "mang gạo", (nghĩa đen "việc tải gạo") là ở trong Ruijū Kokushi vào năm 892 AD. Các bộ kanji khác với cùng cách phát âm, hầu hết trong số đó chứa một tham chiếu đến gạo, được sử dụng sớm hơn, và hầu hết các học giả đồng ý rằng tên Inari có nguồn gốc từ ine-nari (trồng lúa) (稲成り). Việc thờ phụng Inari được biết là đã tồn tại từ năm 711 AD, ngày thành lập chính thức của đền thờ ở Núi Inari tại Fushimi, Kyoto. Các học giả như tin rằng sự thờ phụng đã được thực hiện nhiều thế kỉ trước thời điểm này; họ cho rằng bộ lạc Hata đã bắt đầu thờ phượng chính thức Inari như một kami về nông nghiệp vào cuối thế kỷ thứ 5. Tên gọi Inari không xuất hiện trong thần thoại Nhật Bản truyền thống.
Vào thời kỳ Heian, việc thờ phụng Inari bắt đầu lan rộng. Năm 823 AD, sau khi Thiên hoàng Saga dâng chùa Tō-ji cho Kūkai, người sáng lập giáo phái Phật giáo Chân Ngôn Tông, họ sau này chọn Inari là kami bảo vệ ngôi chùa. Năm 827, triều đình xếp Inari vào hạng thứ năm, việc sau này giúp vị thần được biết đến rộng rãi hơn ở kinh đô. Thứ hạng của Inari sau đó được tăng lên, và vào năm 942, Thiên hoàng Suzaku xếp Inari hạng nhất như sự biết ơn nhờ việc khắc phục những cuộc nổi loạn. Thời điểm này, đền thờ Fushimi Inari-taisha năm trong hai mươi hai đền thờ được chọn bởi triều đình để nhận được sự bảo trợ của hoàng gia, đây là một vinh dự cao quý. Đền thờ Inari thứ hai, Takekoma Inari, được hoàn thành vào cuối thế kỷ thứ 9.
Độ phổ biến của Inari tiếp tục được tăng lên. Đền Fushimi, đã trở thành một địa điểm hành hương nổi tiếng, lúc này đạt được danh tiếng rộng khắp khi trở thành một địa điểm hành hương của hoàng gia vào năm 1072. Năm 1338, lễ hội của đền thờ được được cho là cạnh tranh với Lễ hội Gion với vị thế huy hoàng.
Năm 1468, trong Chiến tranh Ōnin, toàn bộ quần thể đền Fushimi bị thiêu rụi. Việc xây dựng lại tốn mất ba mươi năm; tòa nhà mới được phong thánh vào năm 1499. Trong khi quần thể cũ thờ ba kami trong các tòa nhà riêng biệt, quần thể mới thờ năm kami trong một tòa nhà duy nhất. Đền thờ mới cũng lần đầu tiên bao hàm một ngôi chùa Phật giáo, và chức vụ tu sĩ trông coi đền thờ cũng được mở rộng ra bao hàm cả Gia tộc Kada.

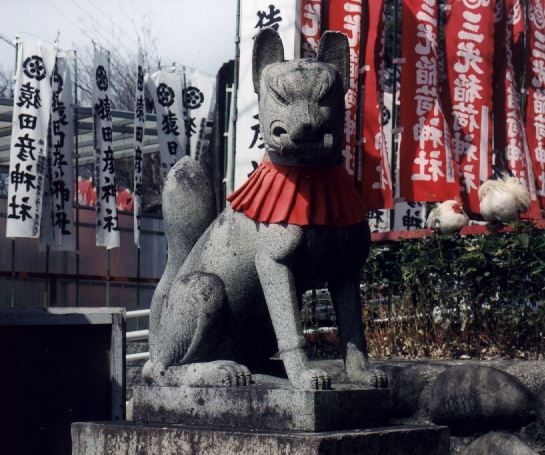
Tượng kitsune trang trí bằng một cái yếm bằng vàng mã màu đỏ ở một Thần xã tại Lâu đài Inuyama. Nhiều lâu đài ở Nhật Bản có đền thờ Inari.

Trong thời kỳ Edo, việc thờ phụng Inari lan rộng trên khắp Nhật Bản; điều này trở nên đặc biệt nổi bật ở Edo. Smyers quy sự lan rộng này cho làn sóng của daimyo (lãnh chúa). Inari vào thế kỉ thứ 16 đã trở thành người bảo trợ của thợ rèn và người bảo vệ cho chiến binh—vì lý do này, nhiều tổ hợp lâu đài ở Nhật Bản có thêm đền thờ Inari—và daimyo đặt tín ngưỡng vào vệ thần kami của họ sẽ cùng phù hộ cho họ khi di dời đến một lãnh địa mới. Vai trò thần thánh của Inari tiếp tục được mở rộng; ở biển, họ trở thành một người bảo vệ ngư dân; ở Edo, họ được cầu nguyện để phòng ngừa hỏa hoạn. Họ trở thành người bảo trợ của diễn viên và kỹ nữ, từ khi những đền thờ của họ thường nằm gần những khu giải trí mà những người làm nghề này cư ngụ. Họ bắt đầu được thờ phụng như Inari như ý, một vị thần may mắn và thịnh vượng; một câu nói phổ biến ở Osaka là Byō Kōbō, yoku Inari (Bệnh tật thì [cầu nguyện] Kōbō, ước vọng thì [cầu nguyện] Inari). Trớ trêu thay, Inari cũng bắt đầu được cầu khấn cho sức khỏe; họ được đồn là có thể chữa khỏi nhiều loại bệnh tật như ho, đau răng, gãy xương và giang mai. Phụ nữ thì cầu khấn Inari để có con.
Sau khi có một nghị định của chính phủ quy định việc phân tách các tín ngưỡng Phật giáo và Thần đạo, nhiều đền thờ Inari đã trải qua những thay đổi. Tại Fushimi Inari, chẳng hạn, các cấu trúc liên quan đến Phật giáo đều bị dỡ bỏ. Tuy nhiên, sự tôn thờ trộn lẫn trong quần chúng vẫn được tiếp diễn. Một số ngôi chùa Phật giáo, chẳng hạn như Toyokawa Inari, duy trì tín ngưỡng thờ Inari bằng cách cho rằng họ đã luôn thờ một vị thần Phật giáo (thường là Dakiniten), mà dân gian thường nhầm lẫn là Inari.
Trong thời kỳ Tokugawa, khi tiền bạc thay thế cho lúa gạo làm thước đo của sự giàu có ở Nhật Bản, vai trò của Inari như một kami của sự thịnh vượng đã được mở rộng bao gồm tất cả các khía cạnh tài chính, kinh doanh và công nghiệp. Vào đầu thế kỉ 18, những người sùng bái Inari ở Ginza đúc ra những đồng xu có chạm khắc để cúng dường cho Inari, có hình ảnh hai con cáo và một viên ngọc hoặc những chữ mang ý nghĩa sống thọ và cầu may.

## Thần xã và việc cúng bái
Inari là một vị thần nổi tiếng với những đền thờ và ngôi chùa nằm dọc trên hầu hết lãnh thổ Nhật Bản. Theo một khảo sát năm 1985 bởi Hiệp hội Quốc gia về Thần xã, 32.000 đền thờ—chiếm hơn một phần ba số Thần xã ở Nhật Bản—là để thờ Inari. Con số này chỉ bao gồm Thần xã có tu sĩ cư trú lâu dài; nếu tính cả đền thờ nằm bên đường hoặc đền thờ nhỏ, đền thờ xây trong nhà hoặc văn phòng công ty, đền thờ nhỏ hơn không có tu sĩ cư trú lâu dài và chùa của Phật giáo, con số này sẽ tăng lên ít nhất là mười lần ("an order of magnitude").
Các lối vào một đền thờ thần Inari thường được đánh dấu bằng một hoặc nhiều torii màu đỏ son và một vài bức tượng của kitsune, thường được trang trí bằng yodarekake (yếm bằng vàng mã) màu đỏ của các tín đồ với sự tôn trọng. Màu đỏ này đã trở thành nhận diện cho Inari, vì sự phổ biến của việc sử dụng nó trong đền thờ Inari và các torii của đèn. Đền thờ chính là đền Fushimi Inari ở Fushimi, Kyoto, Nhật Bản, nơi mà các con đường dẫn lên ngọn đồi của đền thờ được mang phong cách trang trí đặc trưng. Các bức tượng kitsune đôi khi được làm theo hình dáng của Inari, và chúng thường đi theo cặp, đại diện cho một nam và một nữ. Những bức tượng cáo này đều giữ một vật biểu tượng trong miệng hoặc nằm dưới chân trước—thường gặp nhất là một viên ngọc và một chìa khóa, nhưng một bó lúa, một cuộn giấy hoặc một con cáo con cũng thường được bắt gặp. Hầu như tất cả các đền thờ Inari, không kể nhỏ tới đâu, đều có đặt ít nhất một cặp tượng như vậy, thường ngồi chầu hoặc trên bàn thờ, hoặc ở phía trước của điện thờ chính. Các bức tượng hiếm khi tả thật; chúng thường được cách điệu hóa, mô tả một con vật đang ngồi nhìn về phía trước với đuôi của nó đang vẫy trong không khí. Mặc dù có những đặc điểm chung, các pho tượng đều có những nét riêng một cách tự nhiên; không có hai pho tượng nào giống hệt nhau.
Việc cúng gạo, sake và các loại thực phẩm khác được thực hiện ở đền thờ để dỗ dành và làm hài lòng các sứ giả kitsune, người này sau đó được dự kiến sẽ khẩn cầu với Inari trên danh nghĩa của tín đồ. Inari-zushi, một món sushi có dạng cuộn trong vỏ đậu phụ rán dạng bao (aburaage), là một tập tục cúng dường phổ biến khác. Đậu phụ rán được tin là một loại thức ăn ưa thích của những con cáo Nhật Bản, và một cuộn cơm Inari-zushi được làm nhọn ở các góc để tượng trưng cho tai cáo, do đó tăng cường sự liên kết với chúng. Các tu sĩ không thường cúng thức ăn này cho vị thần, nhưng người ta thường thấy các cửa hàng nằm dọc đường dẫn tới một đền thờ Inari có bán đậu phụ rán cho người muốn cầu khấn. Các bức tượng cáo thường được dâng cho các đền thờ Inari bởi những người thờ phụng, và vì các lý do một con cáo được nhồi bông và được treo lên là đại diện cho đền thờ. Tại một thời điểm, vài đền thờ là nơi trú ngụ của những con cáo thật rất được tôn kính, nhưng điều này không phải là thực tế hiện nay.

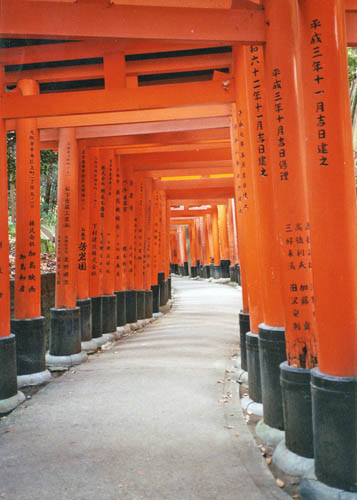
Cổng torii đỏ nằm trong một con đường trong đền Fushimi Inari ở Fushimi, Kyoto.
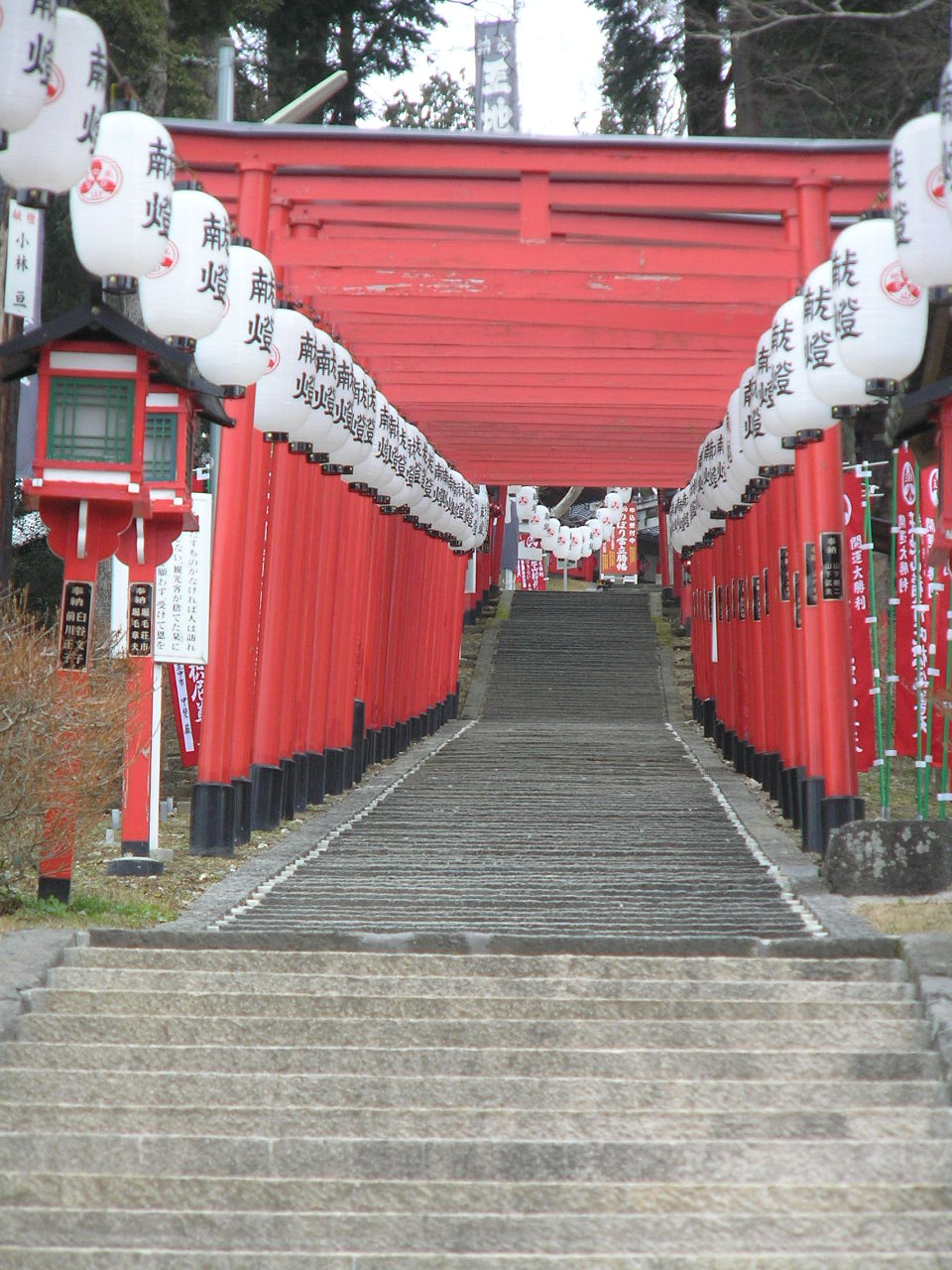
Torii của Ojiyama-inari, Sasayama, Hyōgo
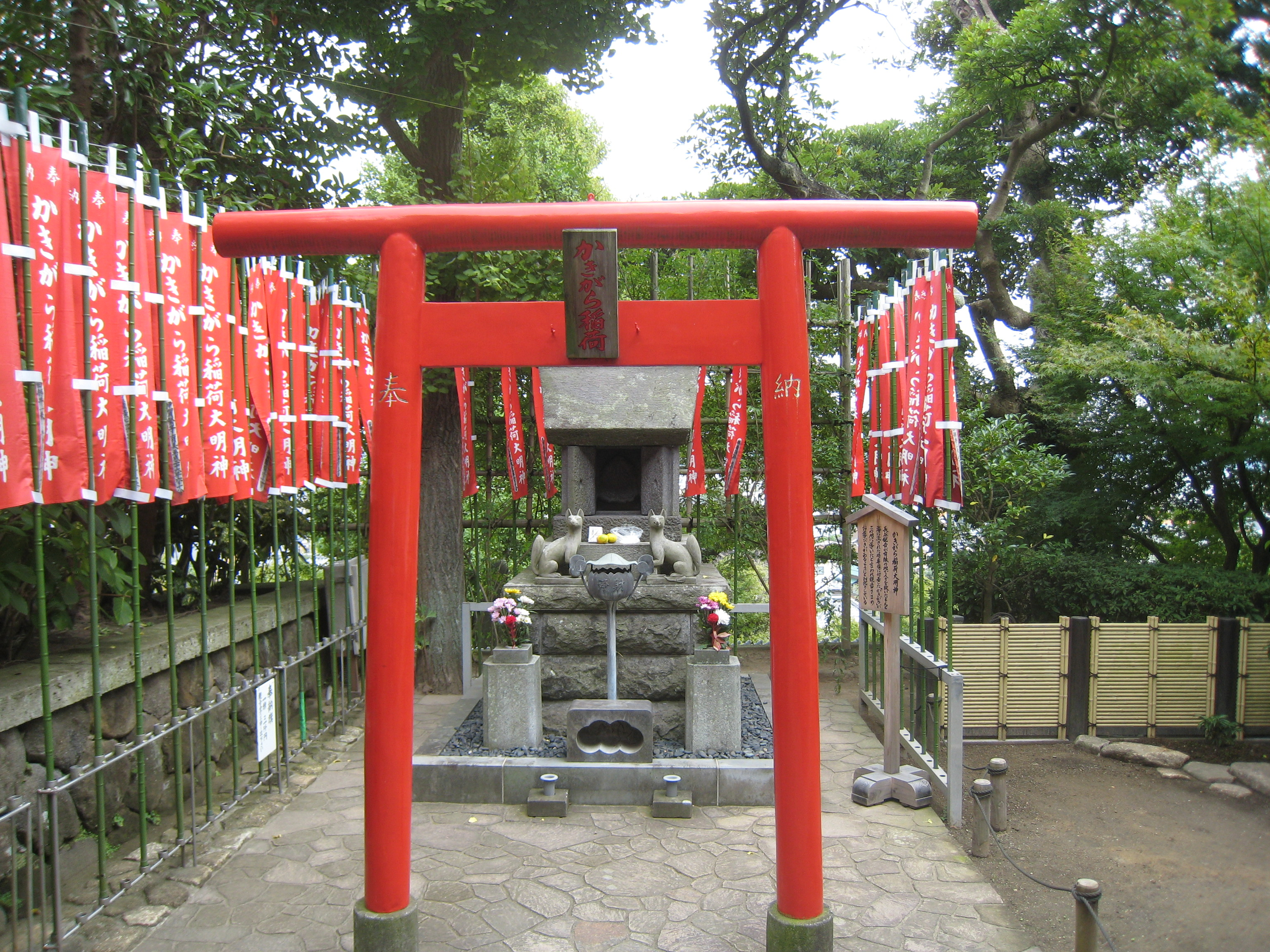
Kakigara-Inari ở Hase-dera (Kamakura)

## Lễ hội
Ngày lễ hội truyền thống của Inari là ngày Ngọ đầu tiên (ngày thứ sáu) của tháng thứ hai âm lịch (nigatsu no hatsuuma).
Ở một vài nơi ở Kyūshū, một lễ hội hay dịp cầu nguyện bắt đầu năm ngày trước khi mặt trăng tròn vào tháng mười một; đôi khi nó sẽ bị kéo dài tới nguyên một tuần. Sự kiện này được tổ chức kèm việc cúng dường các sản phẩm từ gạo cho một đền thờ Inari vào mỗi ngày và nhận o-mamori (bùa hộ mệnh). 